# Le Voyage organisé

Le Voyage organisé est un téléfilm français réalisé par Alain Nahum, diffusé le 1er mai 2002 sur France 2.

## Synopsis
Claire, aide comptable au magasin "Le Gai Jardin" doit remplacer au pied levé Martine, sa collègue et amie lors d'un voyage organisé en Italie avec d'autres membres de la boite.
Collègues avec lesquelles les relations sont assez tendues et froides due à sa grande timidité.
Mais sa rencontre avec Marcello, le beau guide, va changer la donne...

## Fiche technique
- Réalisateur : Alain Nahum
- Scénario : Julie Jézéquel
- Photographie : Louis-Philippe Capelle
- Musique : Anne Olga De Pass
- Création des costumes : Nathalie Lecoultre
- Sociétés de production : Expand Drama, France 2, Mars, Rai Fiction
- Format : Couleur - Son stéréo
- Date de diffusion : 1er mai 2002 sur France 2
- Durée : 93 minutes.

## Distribution
- Marco Bonini : Marcello
- Gaëla Le Devehat : Claire
- Chantal Neuwirth : Mimi
- Hubert Saint-Macary : Edouard Legoff
- Nadine Marcovici : Charlotte
- Bruno Lochet : Simplet
- Olivier Loustau : Simon
- Élisabeth Commelin : Sonia
- Fabrice Roux : Michel
- Emmanuel Broche : Dominique
- Jérôme Hardelay : Jérôme
- Valérie Stroh : Martine
- Olivier Claverie : M. Delambre
- Pierre-Arnaud Juin : M. Dumas / Pitbull
- Stéphane Soo Mongo : Charles
- Stefania di Luciano : Angela
- Hervé Ducroux : Eric